# モスボロー
モスボロー (Mossborough) はイギリスの競走馬、種牡馬。現代競馬に多大な影響を与えた第17代ダービー伯爵の生産馬で、競走馬としては活躍できなかったものの、種牡馬となってからは優秀な成績を残した。

## 概要
おもな勝ち鞍はチャーチルステークスやオータムカップなど。ほかにエクリプスステークスやプリンスオブウェールズステークスの2着があるが、決して一流と呼べる戦跡ではなかった。
しかし種牡馬入りすると、凱旋門賞などを勝ったBallymossなどを輩出し、1950年代から1960年代にかけて父系が繁栄、1958年にはイギリス・アイルランドのリーディングサイアーに輝き、モスボロー系を築き上げる活躍をした。ただそのあとが続かず、現在では父系がほとんど消滅している。

### 代表産駒
※当時グループ制なし
- Ballymoss - 凱旋門賞、キングジョージ6世&クイーンエリザベスステークス、アイリッシュダービー、セントレジャーステークス、コロネーションカップ
- Noblesse - オークス

ほか多数

## 血統表
| モスボローの血統（ネアルコ系 / Chaucer 4×3=18.75%、St.Simon 5×5×5×4=15.63%、Cyllene 5×5=6.25%） | モスボローの血統（ネアルコ系 / Chaucer 4×3=18.75%、St.Simon 5×5×5×4=15.63%、Cyllene 5×5=6.25%） | モスボローの血統（ネアルコ系 / Chaucer 4×3=18.75%、St.Simon 5×5×5×4=15.63%、Cyllene 5×5=6.25%） | （血統表の出典）    | （血統表の出典） |
| 父 Nearco 1935年                                                                                | 父の父Pharos 1920年                                                                             | Phalaris                                                                                        | Polymelus           | Polymelus        |
| 父 Nearco 1935年                                                                                | 父の父Pharos 1920年                                                                             | Phalaris                                                                                        | Bromus              |                  |
| 父 Nearco 1935年                                                                                | 父の父Pharos 1920年                                                                             | Scapa Flow                                                                                      | Chaucer             | Chaucer          |
| 父 Nearco 1935年                                                                                | 父の父Pharos 1920年                                                                             | Scapa Flow                                                                                      | Anchora             |                  |
| 父 Nearco 1935年                                                                                | 父の母Nogara 1928年                                                                             | Havresac                                                                                        | Rabelais            | Rabelais         |
| 父 Nearco 1935年                                                                                | 父の母Nogara 1928年                                                                             | Havresac                                                                                        | Hors Concours       |                  |
| 父 Nearco 1935年                                                                                | 父の母Nogara 1928年                                                                             | Catnip                                                                                          | Spearmint           | Spearmint        |
| 父 Nearco 1935年                                                                                | 父の母Nogara 1928年                                                                             | Catnip                                                                                          | Sibola              |                  |
| 母 All Moonshine 1941                                                                           | 母の父Bobsleigh 1932                                                                            | Gainsborough                                                                                    | Bayardo             | Bayardo          |
| 母 All Moonshine 1941                                                                           | 母の父Bobsleigh 1932                                                                            | Gainsborough                                                                                    | Rosedrop            |                  |
| 母 All Moonshine 1941                                                                           | 母の父Bobsleigh 1932                                                                            | Toboggan                                                                                        | Hurry On            | Hurry On         |
| 母 All Moonshine 1941                                                                           | 母の父Bobsleigh 1932                                                                            | Toboggan                                                                                        | Glacier             |                  |
| 母 All Moonshine 1941                                                                           | 母の母Selene 1919                                                                               | Chaucer                                                                                         | St. Simon           | St. Simon        |
| 母 All Moonshine 1941                                                                           | 母の母Selene 1919                                                                               | Chaucer                                                                                         | Canterbury Pilgrim  |                  |
| 母 All Moonshine 1941                                                                           | 母の母Selene 1919                                                                               | Serenissima                                                                                     | Minoru              | Minoru           |
| 母 All Moonshine 1941                                                                           | 母の母Selene 1919                                                                               | Serenissima                                                                                     | Gondolette F-No.6-e |                  |

祖母Seleneはハイペリオンの母。第17代ダービー伯爵が固執した「フィッツラックの18.75%理論」は本馬にも反映されており、本馬はChaucerの奇跡の血量を持つ。ただし、血統表中で最大の血量を占めているのはChaucerではなくその父St. Simonで、その最終世代から40年以上経過しているにもかかわらず、St. Simon成分は20.7%を超えている。